# Tagavere (Orissaare)
Tagavere – wieś w Estonii, w prowincji Sarema, w gminie Orissaare. 1 stycznia 2008 roku wieś zamieszkiwało 128 osób.